# 19. květen
19. květen je 139. den roku podle gregoriánského kalendáře (140. v přestupném roce). Do konce roku zbývá 226 dní. Svátek má Ivo.

## Události

### Česko
- 1935 – Uskutečnily se volby do parlamentu Československé republiky.
- 1945 – U Dobronína na Jihlavsku bylo zabito nejméně 13 německých obyvatel.
- 2008 – Při železniční nehodě v Moravanech na Pardubicku zahynul strojvedoucí a 4 lidé byli zraněni.

### Svět
- 1536 – Anna Boleynová, druhá manželka anglického krále Jindřicha VIII., byla popravena poté, co byla obviněna z velezrady a nevěry s 5 muži, z nichž jeden byl její bratr George Boleyn.
- 1643
  - Třicetiletá válka: Velký Condé porazil Španěly v bitvě u Rocroi, konec éry španělské tercie.
  - Města Connecticut, Plymouth a New Haven podepsaly ústavu ústavující Spojené kolonie Nové Anglie.
- 1655 – Anglická invazní flota připlula ke španělské Jamajce.
- 1798 – Napoleon vyplul na výpravu do Egypta.
- 1802 – Napoleon Bonaparte založil Řád čestné legie.
- 1848 – Mexicko-americká válka: Mexický senát schválil mírovou smlouvu z Guadalupe Hidalgo.
- 1919 – Turečtí nacionalisté v čele s Mustafou Kemalem Atatürkem začali tureckou válku za nezávislost proti spojencům po skončení první světové války.
- 1922 – Byla založena sovětska Všesvazová pionýrská organizace V. I. Lenina.
- 1950 – Egypt oznámil, že Suezský průplav je uzavřen pro izraelské lodě a obchod.
- 1974 – Ernő Rubik vynalezl Rubikovu kostku.
- 2008 – První let letadla Suchoj Superjet 100.
- 2024 – Při pádu vrtulníku u Varzakanu v Íránu zahynul íránský prezident Ebráhím Raísí.

## Narození

### Česko

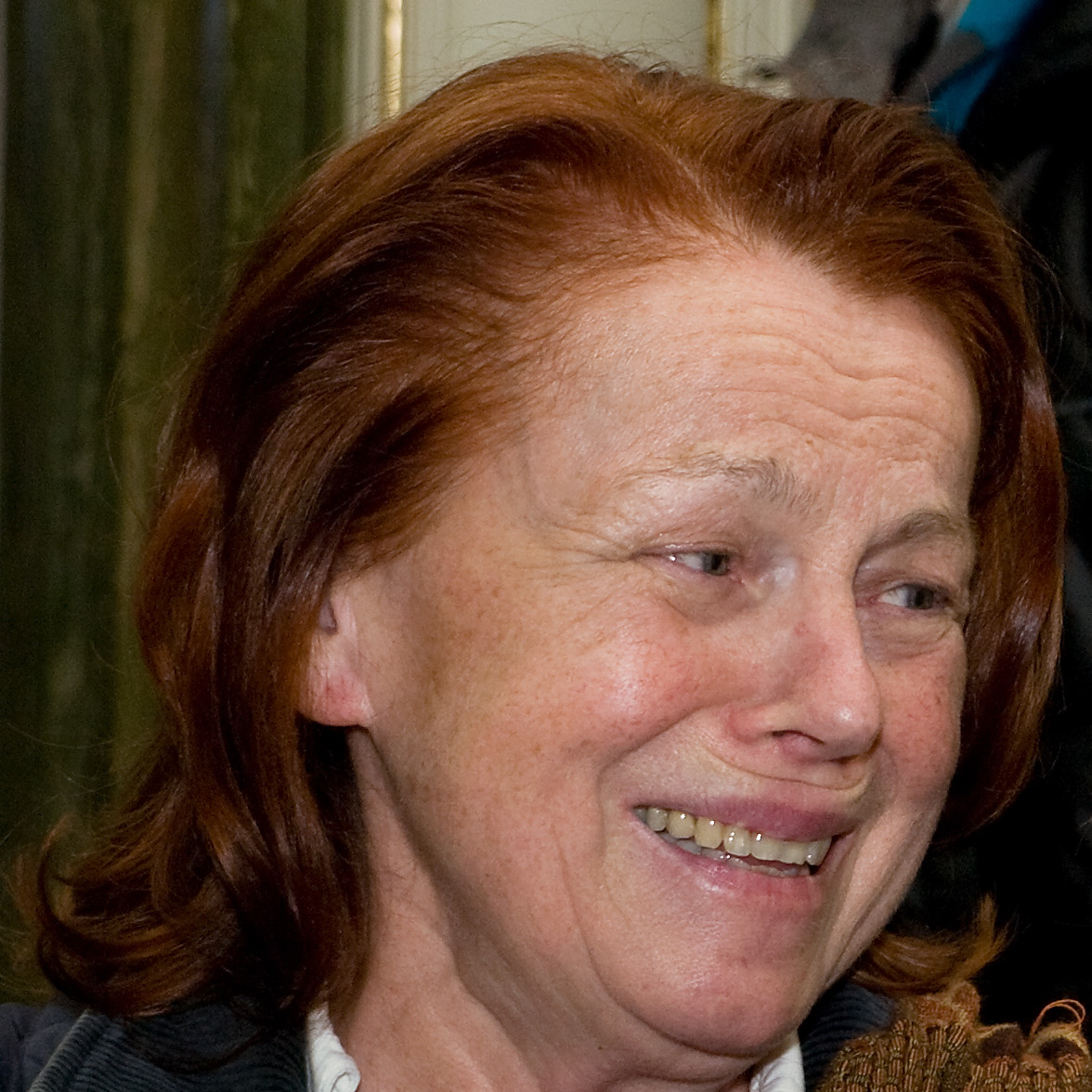
Iva Janžurová (* 1941)

- 1671 – Antonín Frozín, poutník, vlastenec a překladatel († okolo roku 1720)
- 1711 – Jan Josef Brixi, hudební skladatel a varhaník († 27. dubna 1762)
- 1775 – Antonín Jan Jungmann, český lékař († 10. dubna 1854)
- 1783 – Jan Nepomuk Štěpánek, herec, režisér, dramatik a publicista († 12. února 1844)
- 1819 – František Steiner, poslanec Českého zemského sněmu († 29. prosince 1898)
- 1821 – Ferdinand Urbánek, cukrovarník a organizátor kulturních spolků († 27. října 1887)
- 1855 – Antonín Stecker, cestovatel († 15. dubna 1888)
- 1872
  - Anna Schieblová, sestra Tomáše Bati († 25. června 1936)
  - Ferdinand Sládek, sběratel lidových písní a skladatel († 30. května 1943)
  - Karel Červinka, český spisovatel († 5. března 1949)
- 1900 – Jan Vavřík-Rýz, loutkář, herec, komik, výtvarník, řezbář, kreslíř a režisér († 29. ledna 1970)
- 1905 – František Kloz, československý fotbalový reprezentant († 13. června 1945)
- 1907 – Jan Pivec, herec († 10. května 1980)
- 1910 – Blanka Waleská, herečka († 6. července 1986)
- 1912 – Jan Brod, lékař, zakladatel české nefrologie († 10. února 1985)
- 1914 – Václav Mottl, kanoista, olympijský vítěz 1936 († 16. června 1982)
- 1920 – Jan Hukna, herec působící převážně v Anglii († 3. ledna 2007)
- 1921 – Karel Kopecký, československý fotbalový reprezentant († 31. března 1977)
- 1924 – Hana Drábková, psycholožka, zakladatelka české Mensy († 3. února 2015)
- 1928 – Zdeněk Najman, herec († 5. srpna 1974)
- 1931 – Věra Příkazská, zpěvačka
- 1936
  - Rudolf Němec, malíř, grafik, básník a sochař († 12. března 2015)
  - Andrej Kvašňák, český fotbalista slovenského původu, stříbrný na MS v Chile 1962 († 18. dubna 2007)
- 1940 – František Gregor Emmert, hudební skladatel († 17. dubna 2015)
- 1941 – Iva Janžurová, herečka
- 1943 – Petr Brukner, herec
- 1944 – Vladimír Puchalský, politik, exprimátor města Přerova († 17. ledna 2019)
- 1947
  - Zdeněk Juračka, big beatový kytarista († 3. července 2017)
  - Petr Sodomka, československý vodní slalomář, mistr světa
  - Pavel Verner, novinář, spisovatel a dramatik († 11. března 2009)
- 1956
  - Jan Fiala, fotbalista
  - Miroslav Sedláček, spisovatel populárně-naučné literatury a režisér
- 1959 – Marek Brodský, hudebník, textař, výtvarník a herec
- 1971 – Michal Dusík, sportovní novinář a komentátor
- 1975 – Šimon Daníček, lingvista, překladatel
- 1982 – David Drahonínský, handicapovaný lukostřelec
- 1987 – Petra Doležalová, herečka
- 1992 – Oldřich Hajlich, herec, dabér

### Svět

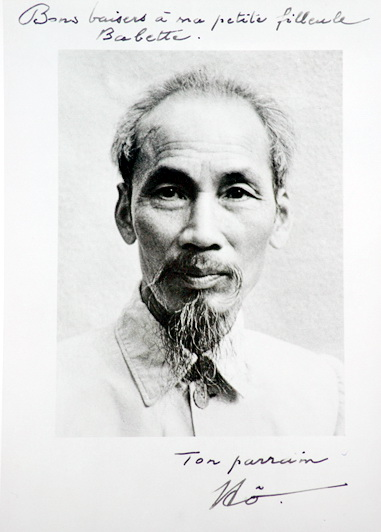
Ho Či Min (* 1890)

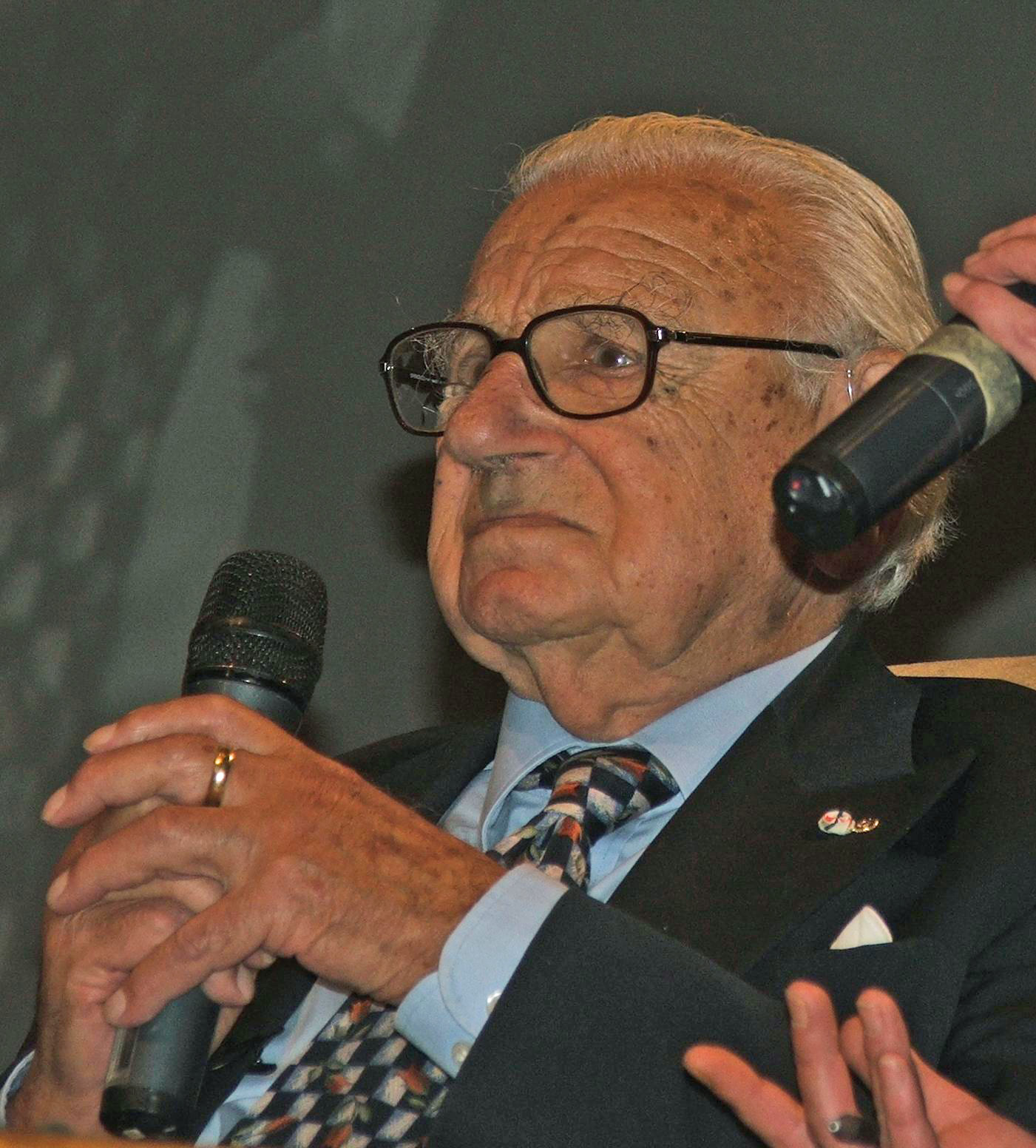
Nicholas Winton (* 1909)

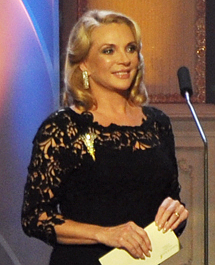
Zdena Studenková (* 1954)

- 1568 – Galigai, maršálka z Ancre, soukojenkyně Marie Medicejské († 8. července 1617)
- 1593 – Jacob Jordaens, vlámský barokní malíř († 18. října 1678)
- 1714 – Alexius Cörver, slovenský teolog, filosof a matematik († 4. června 1747)
- 1727 – Felix Ivo Leicher, vídeňský malíř († 20. února 1812)
- 1744 – Šarlota Meklenbursko-Střelická, manželka britského krále Jiřího III. († 17. listopadu 1818)
- 1759 – Carl August Wilhelm Berends, německý lékař a filozof († 1. prosince 1826)
- 1762 – Johann Gottlieb Fichte, německý filosof († 27. ledna 1814)
- 1773 – Arthur Aikin, anglický chemik, geolog a vědecký spisovatel († 15. dubna 1854)
- 1797 – Marie Isabela Portugalská, španělská královna, manželka Ferdinanda VII. († 26. prosince 1818)
- 1804 – Josef Johann Mann, rakouský entomolog, sběratel, cestovatel a malíř († 20. března 1889)
- 1852 – Blažej Bulla, slovenský architekt, dramatik a hudební skladatel († 1. listopadu 1919)
- 1857 – John Jacob Abel, americký biochemik a farmakolog († 26. května 1938)
- 1860 – Vittorio Emanuele Orlando, italský diplomat a politik († 1. prosince 1952)
- 1870 – Albert Fish, americký sériový vrah († 16. ledna 1936)
- 1879 – Nancy Astor, britská politička († 2. května 1964)
- 1881 – Mustafa Kemal Atatürk, turecký politik († 10. listopadu 1938)
- 1884 – Georgij Brusilov, ruský polárník a badatel († ? 1914)
- 1887 – Gregorio Marañón, španělský lékař, psycholog, přírodovědec, historik a spisovatel († 27. března 1960)
- 1888 – Nikolaj Michajlovič Švernik, komunistický politik, titulární hlava sovětského státu († 24. prosince 1970)
- 1890 – Ho Či Min, vietnamský revolucionář a státník († 2. září 1969)
- 1891 – Oswald Boelcke, německý stíhací pilot († 28. října 1916)
- 1893 – Horia Bonciu, rumunský básník, prozaik a překladatel († 27. dubna 1950)
- 1895 – Emil Bock, evangelický teolog a spoluzakladatel Obce křesťanů († 6. prosince 1959)
- 1896 – Karel Prusík, rakouský hudební pedagog a horolezec († 8. května 1961)
- 1898 – Julius Evola, italský tradicionalistický filosof, spisovatel, básník a esoterik († 11. června 1974)
- 1908 – Percy Williams, kanadský sprinter, dvojnásobný olympijský vítěz († 29. listopadu 1982)
- 1909
  - Otto Kaušitz, slovenský libretista, textař a překladatel († 30. dubna 1982)
  - Nicholas Winton, britský makléř a záchrance 669 dětí († 1. července 2015)
- 1912 – Pietro Palazzini, italský kardinál, Spravedlivý mezi národy († 11. října 2000)
- 1914
  - John Vachon, americký fotograf († 20. dubna 1975)
  - Max Perutz, britský molekulární biolog, Nobelova cena za chemii 1962 († 6. února 2002)
- 1919 – Mitja Ribičič, jugoslávský předseda vlády († 28. listopadu 2013)
- 1922 – Dora Doll, francouzská herečka († 2015)
- 1925
  - Malcolm X, americký bojovník za práva černochů († 21. února 1965)
  - Konštantín Horecký, slovenský spisovatel a novinář († 5. února 2011)
- 1927 – Serge Lang, francouzský matematik († 12. září 2005)
- 1928
  - Colin Chapman, britský konstruktér automobilů a zakladatel společnosti Lotus († 16. prosince 1982)
  - Pol Pot, premiér Kambodže, diktátor a masový vrah († 15. dubna 1998)
- 1931
  - Alfred Schmidt, německý filozof († 28. srpna 2012)
  - David Wilkerson, americký křesťanský kazatel a spisovatel († 27. dubna 2011)
- 1932 – Elena Poniatowska, mexická spisovatelka a novinářka
- 1933
  - José Luis Abellán, španělský historik filozofie a literární kritik
  - Edward de Bono, maltský psycholog a kognitivní vědec († 9. června 2021)
- 1934 – Bobby Bryant, americký trumpetista († 10. června 1998)
- 1935 – Cecil McBee, americký kontrabasista
- 1936 – Andrej Kvašňák, československý fotbalový reprezentant († 18. dubna 2007)
- 1938
  - Lovro Šturm, slovinský politik a právník
  - Herbie Flowers, britský baskytarista († 5. září 2024)
  - Vladimír Strnisko, slovenský režisér, dramaturg a vysokoškolský pedagog
- 1939
  - Francis Scobee, americký letec a astronaut († 28. ledna 1986)
  - Livio Berrutti, italský atlet, sprinter, olympijský vítěz
  - Sonny Fortune, americký jazzový saxofonista a flétnista († 25. října 2018)
  - Jānis Lūsis, sovětský atlet lotyšské národnosti, olympijský vítěz v hodu oštěpem († 29. dubna 2020)
- 1940
  - Mickey Newbury, americký zpěvák, skladatel a písničkář († 29. září 2002)
  - Jan Janssen, nizozemský silniční cyklista
- 1941 – Nora Ephronová, americká novinářka, scenáristka, režisérka a producentka († 26. června 2012)
- 1942 – Gary Kildall, americký počítačový vědec († 11. července 1994)
- 1945 – Pete Townshend, kytarista skupiny The Who
- 1948
  - Jean-Pierre Haigneré, francouzský kosmonaut
  - Grace Jones, jamajská zpěvačka, herečka a modelka
- 1949
  - Dusty Hill, americký baskytarista, klávesista a zpěvák († 28. července 2021)
  - Karol Konárik, slovenský zpěvák a politik
  - Larry Wallis, britský kytarista, skladatel a hudební producent († 19. září 2019)
  - Ašraf Ghaní, afghánský politik
- 1950
  - Austin Stevens, jihoafrický herpetolog
  - Tadeusz Ślusarski, polský olympijský vítěz ve skoku o tyči († 17. srpna 1998)
- 1951
  - Dianne Holumová, americká rychlobruslařka, olympijská vítězka
  - Joey Ramone, americký zpěvák a skladatel († 15. dubna 2001)
- 1953 – Šavarš Karapetjan, arménský závodník v ploutvovém plavání
- 1954
  - Zdena Studenková, slovenská herečka
  - Phil Rudd, bubeník australské hard rockové kapely AC/DC
- 1955
  - James Gosling, kanadský softwarový programátor (Java)
  - Pierre Joseph Thuot, důstojník námořnictva a americký kosmonaut
- 1958 – Jenny Durkanová, americká politička
- 1964 – Miloslav Mečíř, československý tenista
- 1976 – Kevin Garnett, americký basketbalista
- 1977 – Natalia Oreiro, uruguayská herečka a zpěvačka
- 1979
  - Andrea Pirlo, italský fotbalista
  - Bérénice Marloheová, francouzská herečka
  - Diego Forlán, uruguayský fotbalista
- 1981 – Kiera Cassová, americká spisovatelka
- 1992
  - Ola John, nizozemský fotbalista
  - Jevgenij Kuzněcov, ruský lední hokejista
  - Heather Watsonová, britská tenistka
- 1993
  - Tess Westerová, nizozemská házenkářka
  - Connor Hellebuyck, americký lední hokejový brankář
- 1997 – Danil Lysenko, ruský výškař
- 2002 – Riccardo Calafiori, italský fotbalista
- 2003 – Malo Gusto, francouzský fotbalista

## Úmrtí

### Česko
- 1797 – Arnošt Kryštof z Kounic, moravský zemský hejtman (* 6. června 1737)
- 1869 – Ignác Jan Hanuš, filozof, odborník na slovanskou mytologii a knihovník (* 28. listopadu 1812)
- 1899 – František Alois Šrom, právník a politik (* 20. srpna 1825)
- 1901 – Alexandr Brandejs, statkář, podnikatel a mecenáš (* 7. září 1848)
- 1931
  - Adolf Procházka, československý právník, politik (* 14. ledna 1869)
  - Adolf Hrstka, český lékař a vlastivědný pracovník (* 7. března 1864)
- 1937 – Karel Babánek, básník (* 15. července 1872)
- 1945 – Gustav Oberleithner, československý politik německé národnosti (* 8. dubna 1870)
- 1946 – Jindřich Uzel, zoolog, entomolog, fytopatolog (* 10. března 1868)
- 1947 – Jan Jesenský, profesor stomatologie Karlově univerzitě (* 6. března 1870)
- 1949 – Karel Lukas, odbojář, oběť komunistického režimu (* 16. února 1897)
- 1957 – Alois Praveček, český dirigent a skladatel (* 10. ledna 1880)
- 1958 – Marie Pujmanová, spisovatelka (* 8. června 1893)
- 1961 – Josef Doležal, český zpěvák a houslista (* 6. prosince 1878)
- 1965 – Albín Polášek, sochař (* 14. února 1879)
- 1967 – František R. Kraus, spisovatel, novinář a člen protinacistického odboje (* 14. října 1903)
- 1976 – Eduard Milén, český malíř (* 18. března 1891)
- 1987 – Miroslav Berka, hráč na klávesové nástroje (* 22. října 1944)
- 1993 – Jiří Procházka, scenárista, prozaik, dramatik a dramaturg (* 20. dubna 1925)
- 1994 – Jiřina Čížková, zakladatelka československé dětské endokrinologie (* 17. září 1908)
- 2004 – Josef Gebauer, český archivář a historik (* 7. srpna 1942)
- 2006 – Miroslav Pelikán, hudební skladatel a pedagog (* 20. února 1922)
- 2011 – Ladislav Simon, hudební skladatel, autor znělky Večerníčku (* 1929)
- 2014 – Adriena Šimotová, česká malířka, grafička a sochařka (* 6. srpna 1926)
- 2017 – David Bystroň, český fotbalista (* 18. listopad 1982)

### Svět

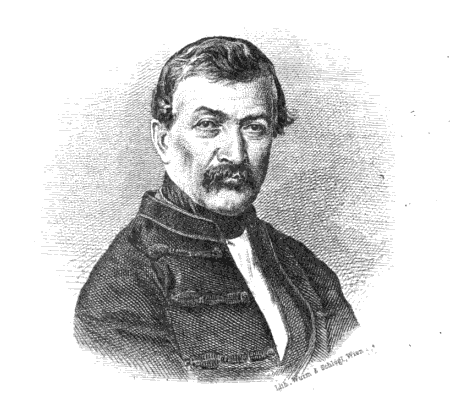
Samo Chalupka († 1883)

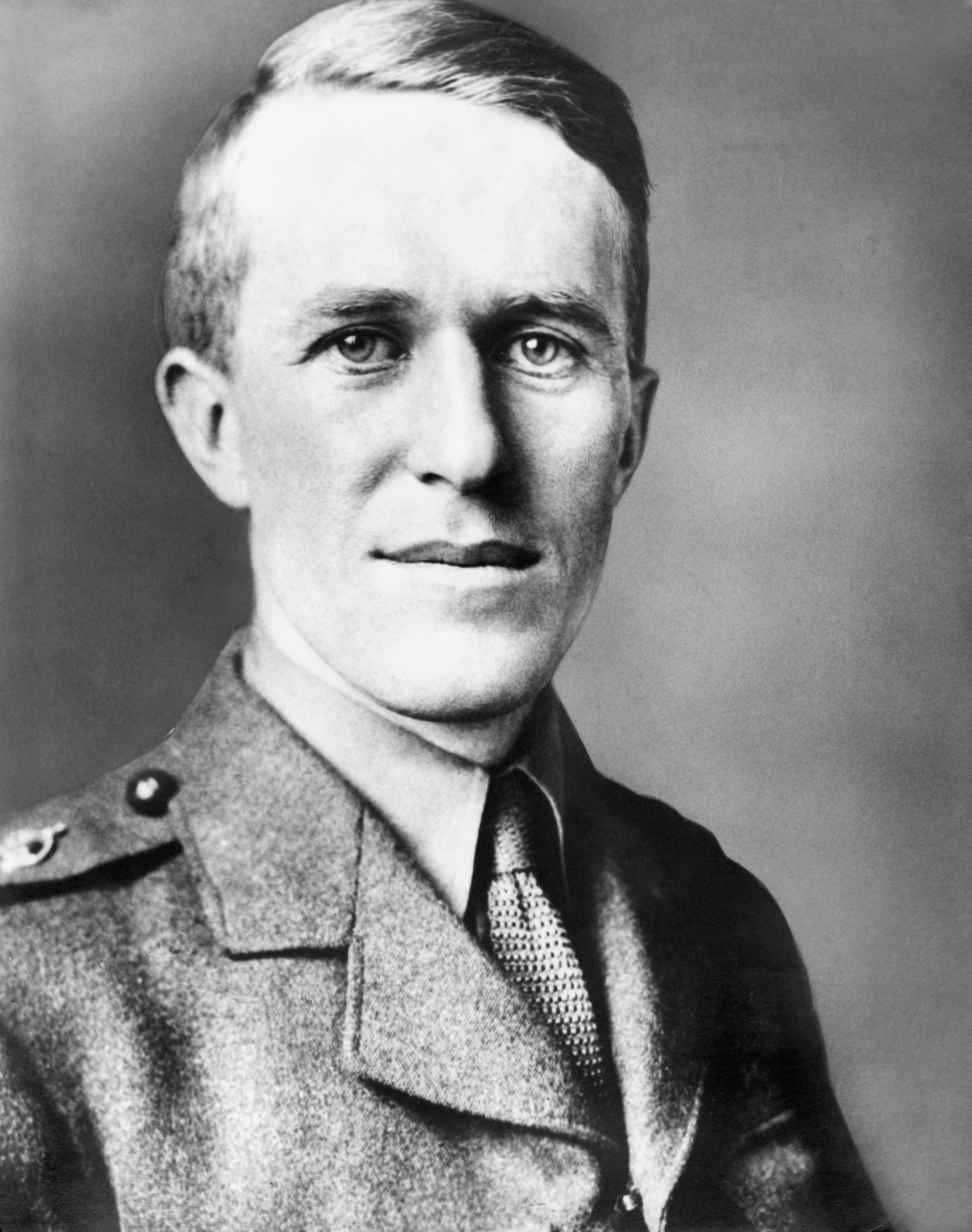
Thomas Edward Lawrence († 1935)

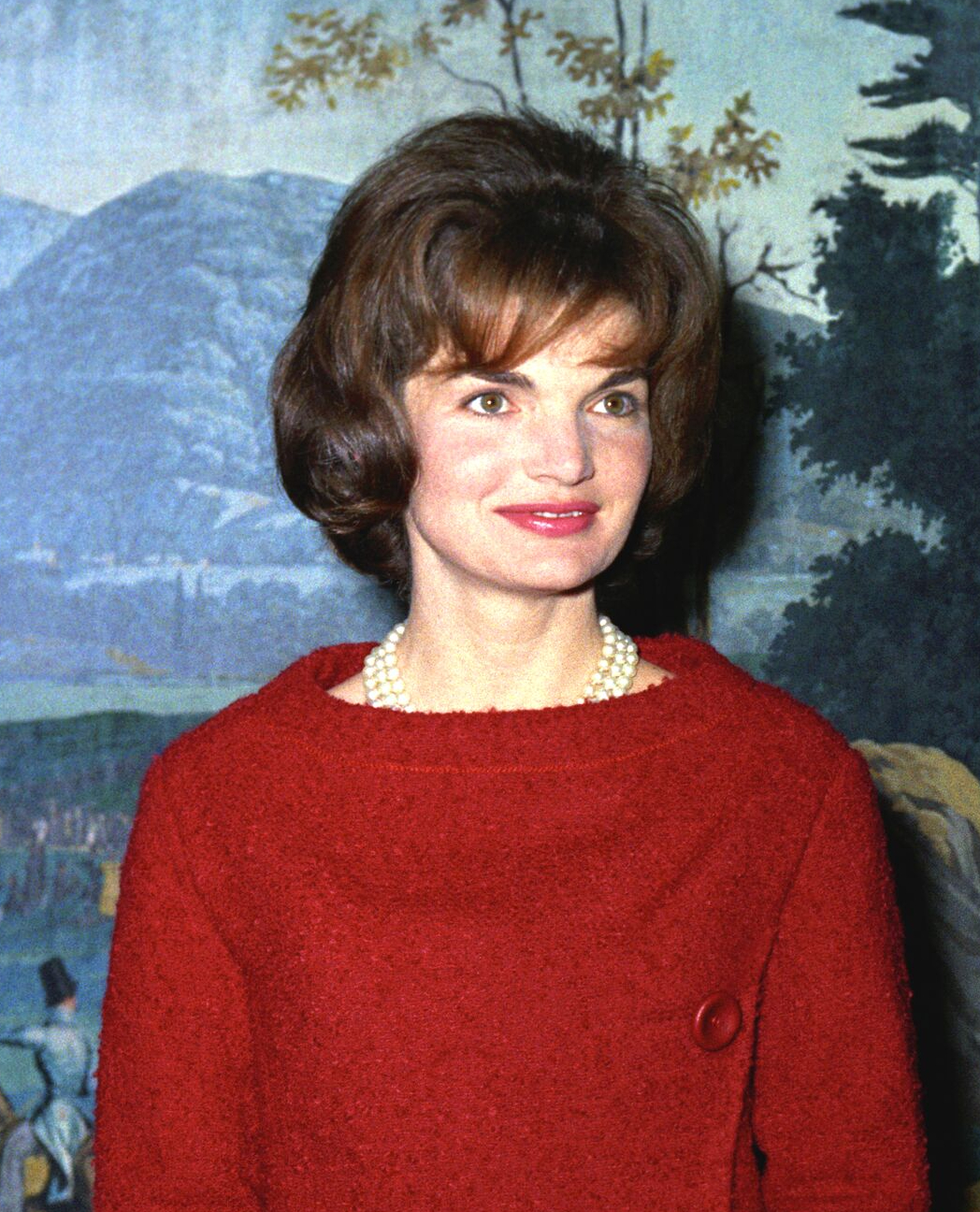
Jacqueline Kennedyová († 1994)

- 1106 – Geoffroy IV. z Anjou, francouzský hrabě (* 1073)
- 1125 – Vladimír II. Monomach, veliký kníže kyjevský (* 1053)
- 1218 – Ota IV. Brunšvický, císař (* 1175/1176)
- 1296 – Celestýn V., papež (* 1209)
- 1303 – Svatý Ivo Bretaňský, církevní soudce a obhájce (* 17. října 1253)
- 1319 – Ludvík z Évreux, třetí syn francouzského krále Filipa III. Smělého a jeho druhé manželky Marie Brabantské (* 3. května 1276)
- 1352 – Alžběta Habsburská, lotrinská vévodkyně a regentka (* asi 1293)
- 1389 – Dmitrij Donský, kníže moskevský a velkokníže vladimirský (* 1350)
- 1396 – Jan I. Aragonský zvaný Lovec, aragonský král (* 27. prosince 1350)
- 1526 – Go-Kašiwabara, japonský císař (* 19. listopadu 1464)
- 1531 – Jan Laský, hnězdenský arcibiskup a primas Polska (* ? 1456)
- 1536 – Anna Boleynová, anglická královna, druhá manželka Jindřicha VIII. a matka Alžběty I. (* 1501/1507)
- 1578 – Kenšin Uesugi, japonský vládce (* 18. února 1530)
- 1611 – Ču Caj-jü, čínský aristokrat z dynastie Ming a hudebník (* 1536)
- 1637 – Isaac Beeckman, holandský filozof a vědec (* 10. prosince 1588)
- 1653 – Alžběta Lukrécie Těšínská, těšínská kněžna (* 1. června 1599)
- 1747 – Johann Friedrich Crell, německý anatom a fyziolog (* 6. ledna 1707)
- 1750 – Kryšpín z Viterba, katolický světec (* 13. listopadu 1668)
- 1773 – Arthur Aikin, anglický chemik a geolog († 15. dubna 1854)
- 1825 – Henri de Saint-Simon, francouzský utopický socialista (* 17. října 1760)
- 1838 – Richard Colt Hoare, anglický cestovatel, archeolog, spisovatel a umělec (* 9. prosince 1758)
- 1840 – John Adair, americký politik (* 9. ledna 1757)
- 1864 – Nathaniel Hawthorne, americký spisovatel (* 4. července 1804)
- 1874 – Theodor Lichtenhein, německý šachový mistr (* leden 1829)
- 1883 – Samo Chalupka, slovenský spisovatel (* 27. února 1812)
- 1895 – José Martí, kubánský národní hrdina (* 28. ledna 1853)
- 1896 – Karel Ludvík Rakousko-Uherský, rakouský arcivévoda, mladší bratr rakouského císaře Františka Josefa I. (* 1833)
- 1898 – William Gladstone, britský státník a premiér (* 29. prosince 1809)
- 1904 – Korla Awgust Kocor, lužickosrbský hudební skladatel (* 3. prosince 1822)
- 1912 – Bolesław Prus, polský spisovatel (* 20. srpna 1847)
- 1918 – Ferdinand Hodler, švýcarský malíř (* 14. března 1853)
- 1921 – Edward Douglass White, americký právník a voják (* 3. listopadu 1845)
- 1922 – Son Pjong-hui, vůdcem korejské náboženské sekty Tonghak (* 8. dubna 1861)
- 1928 – Max Scheler, německý filosof a sociolog (* 22. srpna 1874)
- 1931 – Johann Baptist Blobner, rakouský pedagog, sbormistr a skladatel českého původu (* 10. září 1850)
- 1935 – Thomas Edward Lawrence, známý jako Lawrence of Arabia, britský voják, cestovatel a arabista (* 16. srpna 1888)
- 1939 – Karl Radek, sovětský komunistický politik polského původu (* 31. října 1885)
- 1943 – Kristjan Raud, estonský malíř (* 22. října 1865)
- 1949 – Peter Jilemnický, slovenský spisovatel, novinář a učitel (* 18. března 1901)
- 1951 – David Remez, izraelský politik (* 23. května 1886)
- 1954 – Charles Ives, americký hudební skladatel (* 20. října 1874)
- 1958 – Ronald Colman, britský herec (* 9. února 1891)
- 1967 – Elmo Hope, americký jazzový pianista (* 27. června 1923)
- 1969
  - Coleman Hawkins, americký jazzový tenorsaxofonista (* 21. listopadu 1904)
  - Eberhard von Mackensen, veterán první světové války a Generaloberst (Generálplukovník) za druhé světové války (* 24. září 1889)
- 1979 – Sami Gabra, egyptský egyptolog a koptolog (* 24. dubna 1892)
- 1985
  - Tapio Wirkkala, finský designér a sochař (* 2. června 1915)
  - Víctor Rodríguez Andrade, uruguayský fotbalista (* 2. května 1927)
- 1987 – James Tiptree mladší, pseudonym americké spisovatelky (* 24. srpna 1915)
- 1994
  - Jacques Ellul, francouzský sociolog, historik, filozof a spisovatel (* 6. ledna 1912)
  - Jacqueline Kennedyová, manželka amerického prezidenta Johna F. Kennedyho (* 28. července 1929)
- 1998 – Sósuke Uno, premiér Japonska (* 27. srpna 1922)
- 2000 – Jevgenij Chrunov, sovětský kosmonaut, velitel Sojuzu 5 (* 10. září 1933)
- 2001 – Alexej Petrovič Maresjev, legendární sovětský válečný pilot (* 20. května 1916)
- 2002 – John Gorton, premiér Austrálie (* 9. září 1911)
- 2007 – Hans Wollschläger, německý spisovatel, překladatel, historik a filolog (* 17. března 1935)
- 2009
  - Šlomo Šamir, izraelský generál (* 1915)
  - Robert F. Furchgott, americký biochemik, nositel Nobelovy ceny za fyziologii a medicínu (* 4. června 1916)
- 2011 – Garret FitzGerald, premiér Irska (* 9. února 1926)
- 2012 – Ann Rosener, americká fotografka (* 25. listopadu 1914)
- 2014 – Jack Brabham, australský automobilový závodník (* 2. dubna 1926)
- 2021 – Lee Evans, americký atlet (* 25. února 1947)
- 2023
  - Martin Amis, britský spisovatel (* 25. srpna 1949)
  - Dževad Karahasan, bosenský spisovatel (* 25. ledna 1953)

## Svátky

### Česko
- Ivo
- Alvin
- Celestýn, Celestýna

### Svět
- Open Discussion Day (Den otevřené diskuse)
- Světový den Crohnovy nemoci a ulcerózní kolitidy
- Slovensko – Gertrúda